# Ulmer Schule (Spätgotik)
Unter der Bezeichnung Ulmer Schule werden einige Künstler der süddeutschen Spätgotik und Frührenaissance zusammengefasst, die in dieser Zeit in Ulm wirkten, dort ihre Werkstätten hatten oder aus Ulm stammten.

## Entstehungsgeschichte

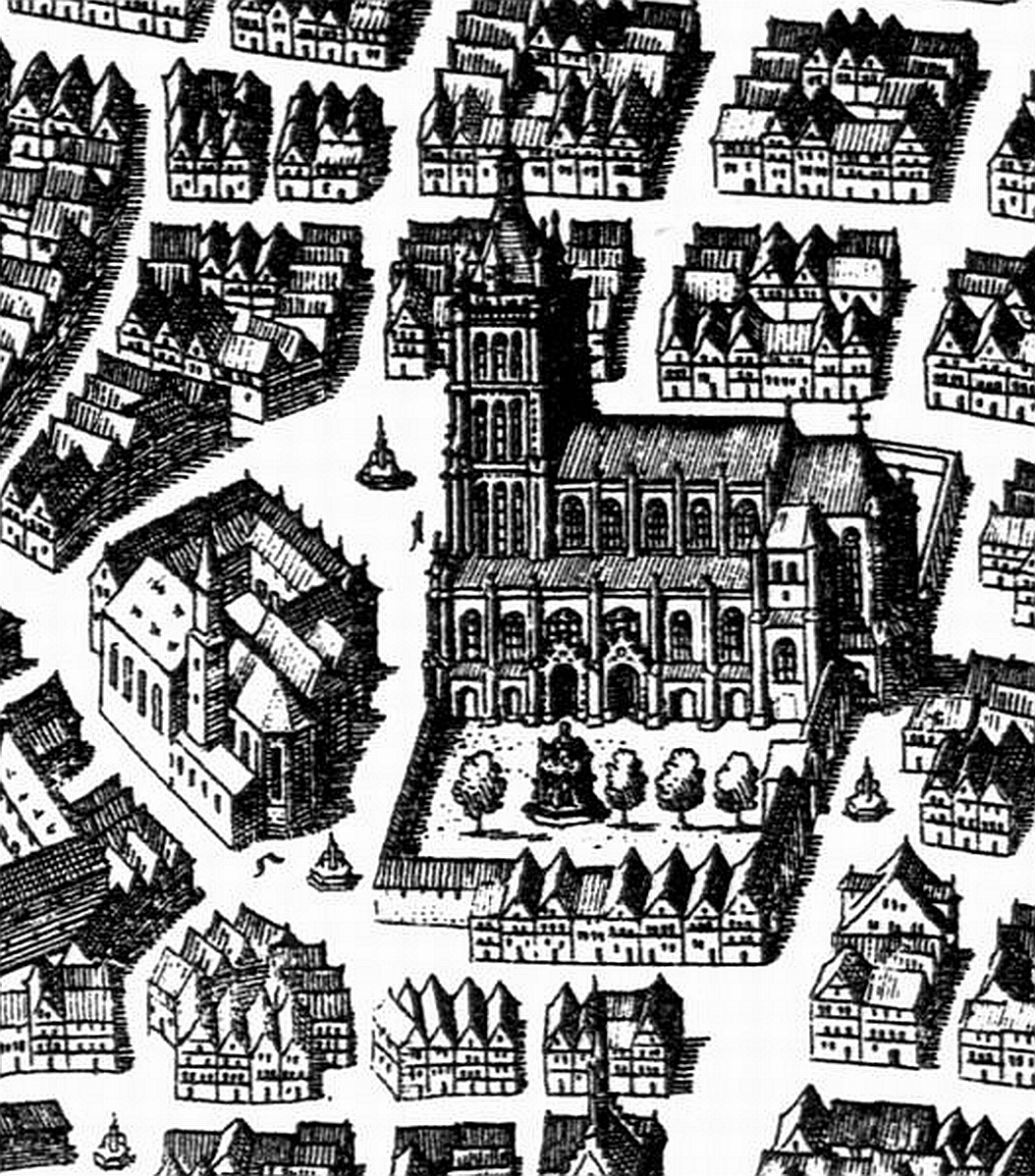
Der Bau des Ulmer Münsters ab 1377 zog viele Kunsttreibende im Spätmittelalter in die Stadt Ulm

Ulm galt als bedeutendes Zentrum der Spätgotik in Südwestdeutschland mit Ausstrahlung nach ganz Süddeutschland, Franken, Tirol, Südtirol und Graubünden. Aus dem Spätmittelalter, der Zeit zwischen dem ausgehenden 14. Jahrhundert und dem beginnenden 16. Jahrhundert, sind aus Ulm inzwischen etwa 55 Maler (Fassmaler, Glasmaler, Kunstmaler) und 25 Bildhauer und Bildschnitzer namentlich bekannt.
Eine wichtige Grundlage dieser künstlerischen Konjunktur war die Entscheidung der Stadtgemeinde, 1377 die Pfarrkirche in das Zentrum des Stadtgebietes hineinzuverlegen und mit dem Bau des riesigen neuen Ulmer Münsters zu beginnen. Der Status Ulms als Freie Reichsstadt hatte eine kunstpolitische Orientierung an überregionalen Zentren wie Prag, Straßburg oder den Niederlanden zur Folge. Die Münsterbauhütte und zahlreiche Stiftungen der Ulmer Patrizierfamilien und des wohlhabenden Bürgertums boten Arbeit für Künstlerwerkstätten in verschiedenen Gattungen. Ein komplexes Netzwerk von Austauschprinzipien entstand. Bedeutende Künstler wanderten in die Stadt ein, und sie erhielten wiederum zahlreiche Aufträge aus der näheren und ferneren Umgebung.
So stellte Hans Koepf fest: „Der Glanz der Reichsstadt lockte die Künstler in weitem Umkreis in ihr Schwerfeld“. Aber auch das andere galt, was Barbara Maier-Lörcher prägnant formulierte: „Die Reichsstadt Ulm war in der Kunst nicht nur ein bedeutendes Zentrum, sondern in manchem ein Kristallisationspunkt. .... Ulmer Kunst war gefragt. Die Ausfuhr war angekurbelt. Die Exportwege führten in alle Richtungen.“

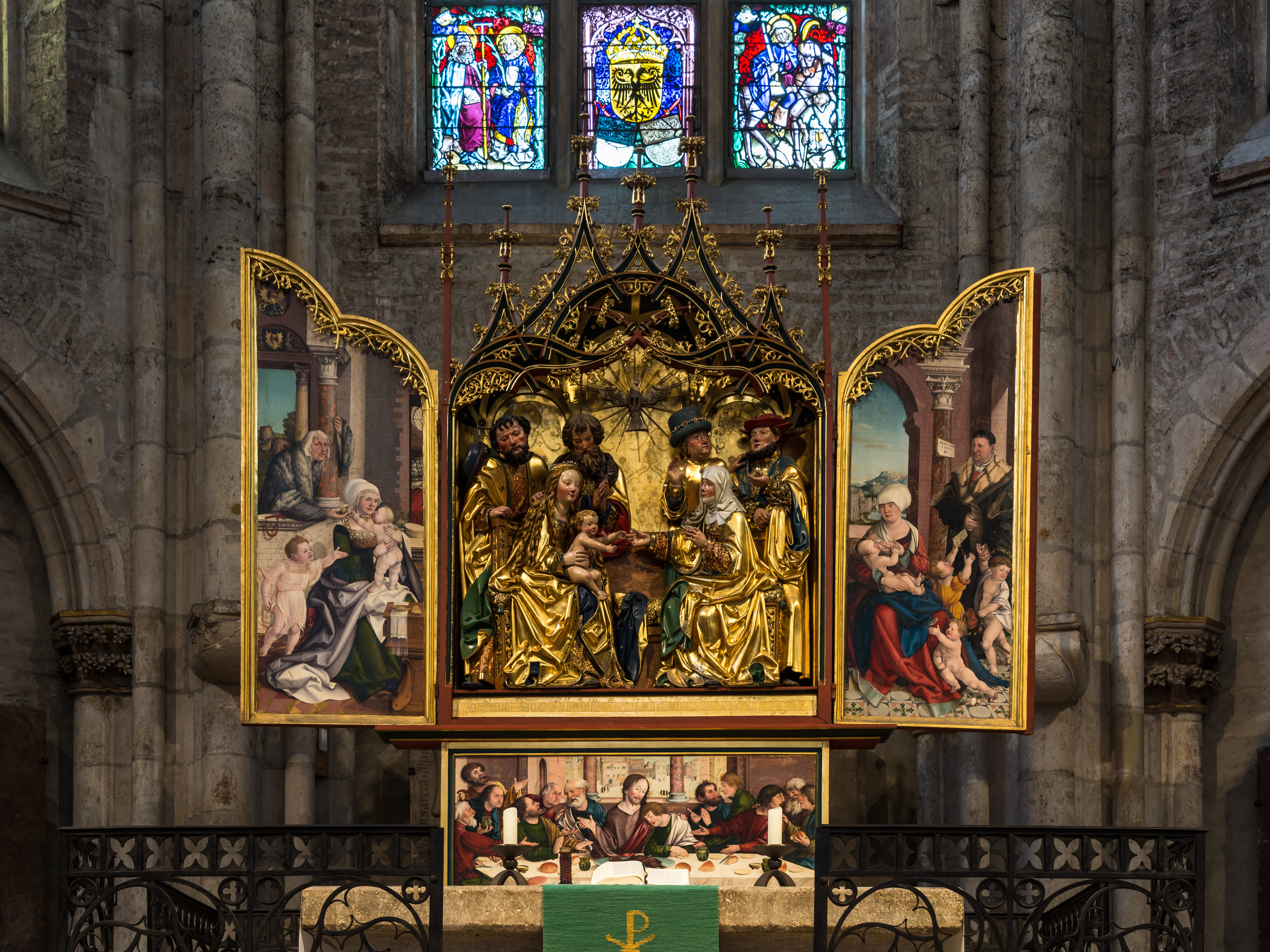
Martin Schaffners Altar, ein berühmtes Werk aus der Ulmer Schule, das gerahmt ist durch das Chorgestühl Syrlins

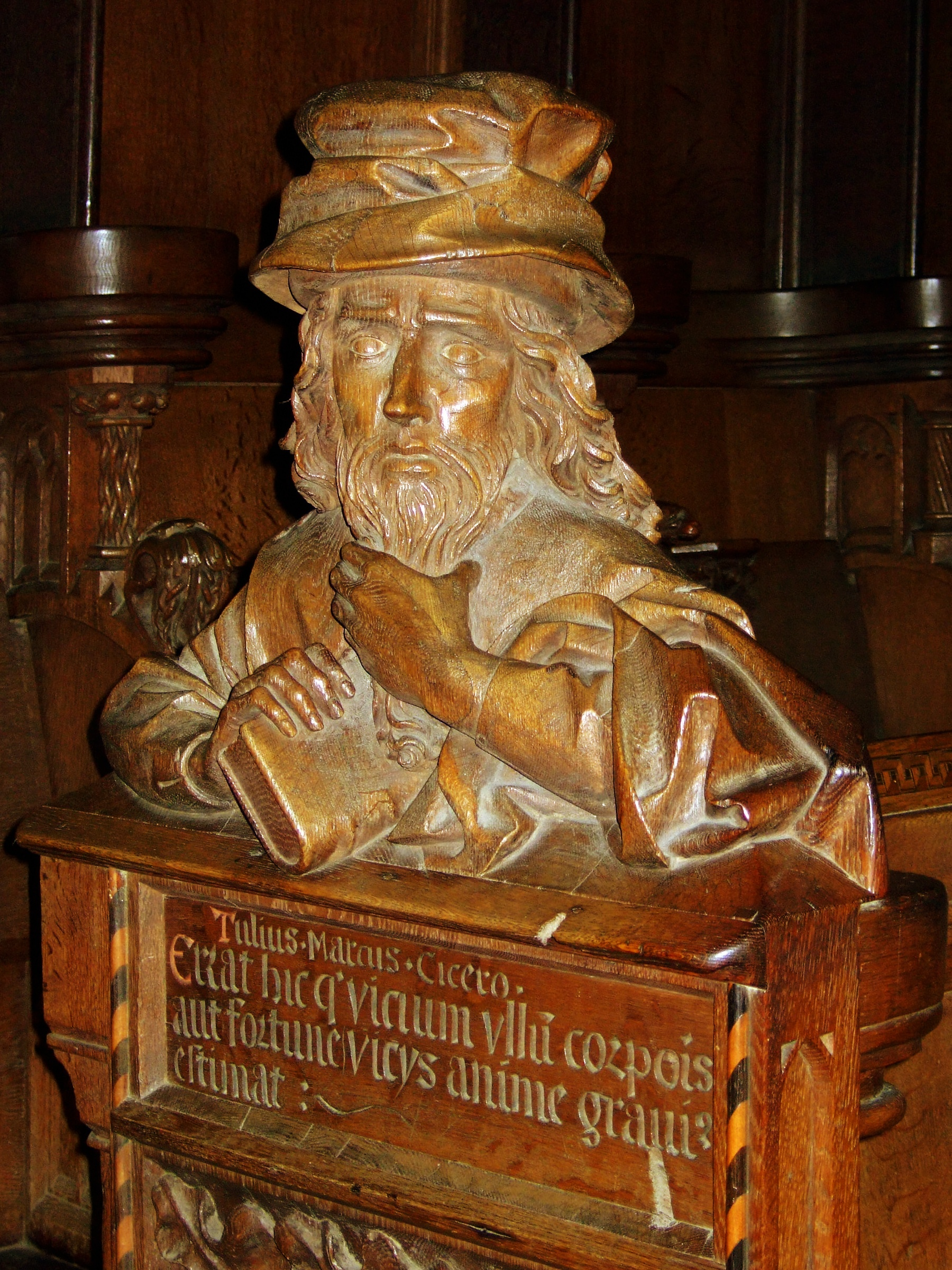
Das geschnitzte Chorgestühl im Münster von Michel Erhart und Jörg Syrlin, Meistern der Ulmer Schule

## Künstler und Werkstätten
Die Bedeutung des Begriffes Ulmer Schule hat sich im Laufe der Zeit gewandelt. Eine konkrete "Schule" im Sinne eines institutionalisierten Ausbildungssystems hat es nie gegeben. Der Begriff wird eher als Metapher verwendet. Heute ist darunter eher ein sich über die Zeit wandelndes Netzwerk von Künstlern zu verstehen, das noch nicht in allen Einzelheiten erforscht ist. Zwar steht die Skulptur als Kunstgattung forschungsgeschichtlich im Vordergrund, aber typisch und in den Quellen vielfach belegt war eine enge Zusammenarbeit von Bildhauern, Malern, Glasmalern, Architekten und anderen Künstlern.

### Zur Ulmer Schule im engeren Sinne werden gerechnet
- Meister Hartmann (15. Jahrhundert), Vertreter des „weichen Stils“ in der Ulmer Schule
- Hans Multscher (* um 1400 in Reichenhofen bei Leutkirch, † 1467 in Ulm) als früher und bedeutender Vertreter der „Schule“. Er führte die Stilauffassung des niederländischen Realismus in die Ulmer Kunst ein.
- Heinrich Multscher (* um 1400 in Reichenhofen, weitere Lebensdaten unbekannt), Bruder und wichtiger Mitarbeiter der Werkstatt Hans Multschers.
- Hans Acker, Lebensdaten unklar, Glasmaler um 1430 bis um 1461. Sein Werk ist sehr umstritten.
- Jakob Acker der Ältere, Lebensdaten unklar, Glasmaler am Ulmer Münster im Übergang vom 14. zum 15. Jahrhundert, schuf das älteste Glasfenster dieser Kirche und gilt als Werkstattgründer der Künstlerfamilie Acker
- Jakob Acker der Jüngere, Lebensdaten und Verwandtschaftsverhältnisse unklar, schuf den Altar in der Friedhofskapelle von Rißtissen, signiert 1483
- Michael Erhart (Schreibweise auch Michel Erhart), sehr bedeutender Bildhauer mit großer Werkstatt, von 1469 bis 1522 in Ulm tätig.
- Gregor Erhart, Bildschnitzer (* 1470 in Ulm; † 1540 in Augsburg)
- Hans Schüchlin (* um 1430 in Ulm; † 1502 oder 1505 in Ulm), Vorsitzender der Lukasgilde, Maler
- Bartholomäus Zeitblom, Maler (* um 1455 in Nördlingen, † um 1518 in Ulm)
- Die Bildschnitzer Jörg Syrlin der Ältere und sein Sohn Jörg Syrlin der Jüngere
- Die Bildhauer Adolf Daucher (* um 1460 in Ulm, † um 1524 in Augsburg) und sein Sohn Hans Daucher (* 1486 in Ulm[4]; † 1538 in Stuttgart)
- Daniel Mauch, Werkstattleiter (* 1477 in Ulm; † 1540 in Lüttich)
- Jörg Stocker, Maler und Schwiegervater von Daniel Mauch, bis 1496 vielleicht ein Lehrer von Martin Schaffner
- Niklaus Weckmann, Hauptmeister der Ulmer Bildschnitzer, 1481 mit größerer Werkstatt in Ulm
- Martin Schaffner, Maler (* um 1478, † 1547 in Ulm), wobei die letzten Werke bereits der beginnenden Renaissance zuzurechnen sind.

### Zur Ulmer Schule in einem weiteren Sinn gehören

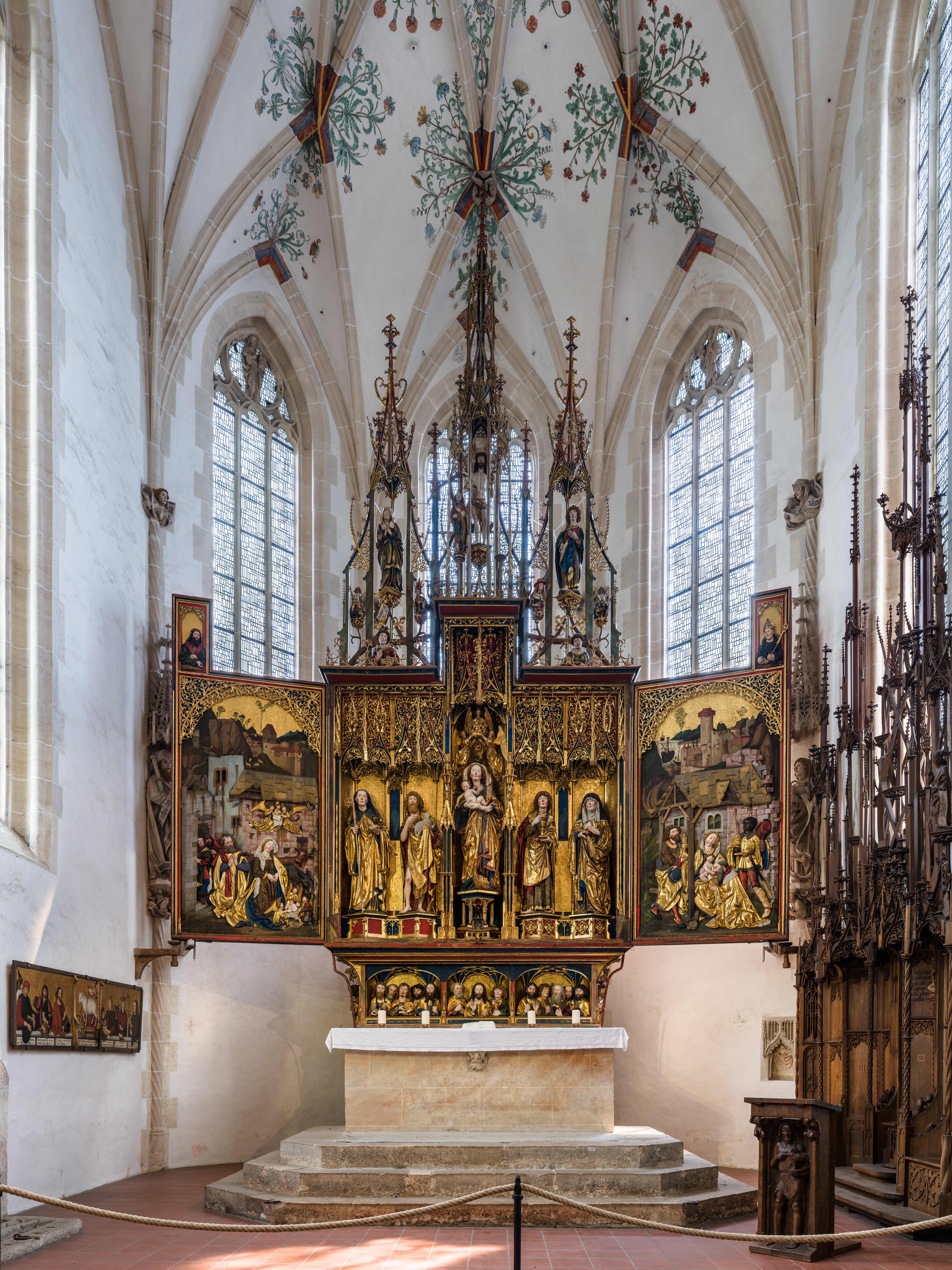
Der Blaubeurer Hochaltar, entstanden zwischen 1493 und 1494, befindet sich im Chorraum der Kirche des ehemaligen Benediktinerklosters von Blaubeuren. Er wurde geschnitzt von Michael Erhart, bemalt von Bernhard Strigel und Hans Holbein dem Älteren.

Einige Künstler des 15. und 16. Jahrhunderts wirkten mit Vertretern der Ulmer Schule für eine gewisse Zeit oder für ein bestimmtes Projekt zusammen, zogen dann aber weiter und sind auch anderen künstlerischen Schulbildungen (z. B. in Oberschwaben, in Tirol, in Augsburg und am Oberrhein) noch zuzurechnen.
- Bernhard Strigel, Maler (* um 1460 Memmingen, † 1528 Memmingen)
- Hans Holbein der Ältere, Maler, wirkte um 1493 mit beim Blaubeurer Altar
- Ludwig Schongauer, Maler und Kupferstecher, jüngerer Bruder von Martin Schongauer, war 1479 bis 1486 in Ulm, zog dann aber nach Augsburg weiter und wirkte ab 1491 in Colmar im Elsass
- Hans Maler zu Schwaz (* um 1480 † 1526/29 in Schwaz) Porträtmaler, insbesondere der Fugger

Nicht übersehen werden sollten auch Steinmetzmeister und Architekten wie:
- Ulrich Ensinger (* um 1350 † 1419)
- Matthäus Ensinger (* 1390 † 1463)
- Moritz Ensinger (* 1430 † 1483)
- Matthäus Böblinger (* 1450 † 1505)

### Im Zusammenhang mit der Ulmer Schule werden diskutiert

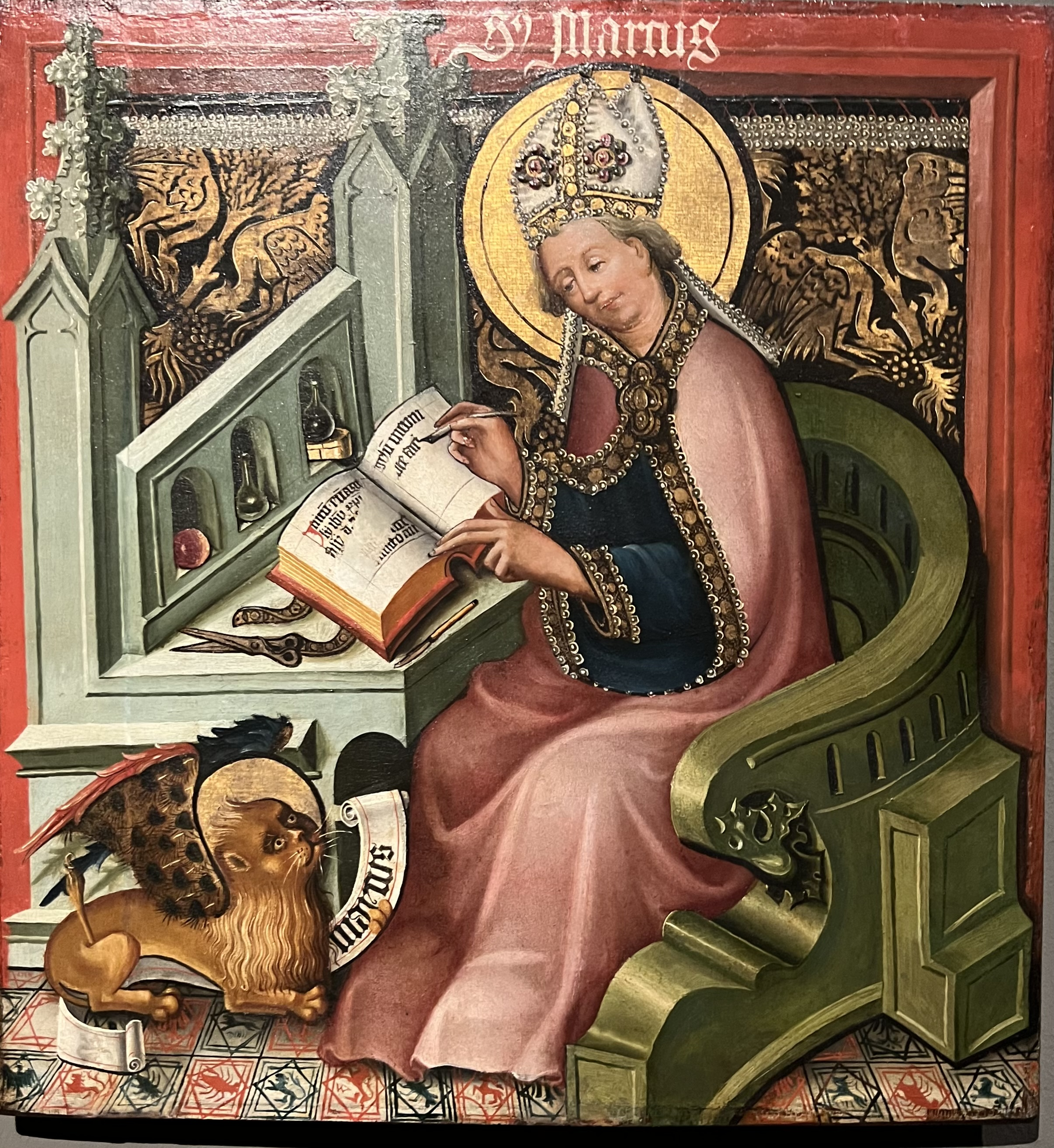
Evangelist Markus, 1442, von einem unbekannten Ulmer Meister

Eine Reihe von Meistern, die im Ulmer Umfeld auftauchen, sind mit einem Notnamen versehen. Diese Notnamen heben den Schöpfer eines Werkes als meisterlich hervor, dennoch ist damit die Identität des Meisters als einer werkstattleitenden oder stilbeeinflussenden oder innovativen Persönlichkeit nicht zweifelsfrei nachgewiesen. Auch liegen in den meisten Fällen die Quellen nur spärlich vor. Für eine kunstgeschichtliche Betrachtungsweise von Werken der Ulmer Schule und der dazugehörenden Hypothesenbildung sind die Notnamen trotzdem ein wichtiges Hilfsmittel.
- Meister der Biberacher Sippe – stilistische Zusammenhänge werden erkannt, historische Quellen liegen bislang nicht vor.
- Meister des Bidpai
- Meister von Bronnweiler – ein Zusammenhang mit Meister Hartmann wird angedacht.
- Meister der Bestattung des Johannes – neuestens auch als Meister der Blaubeurer Kreuzigung diskutiert.[5]
- Meister des Dornstädter Altars – eine Nähe zum Meister Hartmann wird allemein angenommen.
- Meister der Enthauptung des Johannes – neuestens auch als Meister der Blaubeurer Kreuzigung diskutiert.
- Meister von Meßkirch – auch der Umkreis Albrecht Dürers und Hans Schäufelin wird diskutiert.
- Meister des Munderkinger Altars
- Meister des Pfullendorfer Altars
- Meister des Talheimer Altars – ein Zusammenhang mit Weckmanns Werkstatt wird diskutiert.
- Meister des Tiefenbronner Hochaltars – der Zusammenhang mit Hans Schüchlin ist nicht klar.
- Meister des Ulmer Terenz
- Meister des Wippinger Altars – ein Zusammenhang mit Daniel Mauch wird diskutiert
- Meister der Wurzacher Tafeln.

### Verwandtschaftlich mit der Ulmer Schule verbunden
- Friedrich Herlin (* um 1430 in Nördlingen; † um 1500) war der Schwiegervater von Bartholomäus Zeitblom.
- Moritz Ensinger (* um 1430; † vor 26. Februar 1483) war Architekt und Ulmer Dombaumeister und seit etwa 1467 Schwager des Michael Erhart.

### Mit Werken seit der Spätgotik stilbildend in Ulm vertreten
- Hans Schäufelin (auch Schäufelein, Schäuffelein, Scheifelen, Scheuflin) (* um 1480/1485 wahrscheinlich in Nürnberg; † um 1538 oder 1540 in Nördlingen); er schuf für das Ulmer Münster 1515 einen Abendmahlsaltar, der heute den Kreuzaltar bildet.

### Während der Ausbildungsjahre in Ulmer Werkstätten vertreten
- Adam Kraft (* zwischen 1455 und 1460 in Nürnberg; † 1509) war als Bildhauer und Baumeister während seiner Wanderjahre in Ulm.
- Jörg Lederer (* um 1470; † um 1550), seine genaue Lehrzeit in Ulm ist unbekannt.
- Hans Maler zu Schwaz (* vermutlich 1480 / 1488 in Ulm; † 1526 / 1529 in Schwaz) war zur Ausbildung in der Werkstatt von Bartholomäus Zeitblom.
- Michael Zeynsler (zwischen 1515 und 1559 dokumentiert), seine Lehrzeit in Ulm wird nur vermutet, ist aber bisher noch nicht dokumentiert.

### Früher der Ulmer Schule zugeschrieben
- Lucas Moser (* um 1390; † nach 1434), der Schöpfer des Magdalenenaltars von Tiefenbronn wurde in der Kunstgeschichte lange Zeit im Zusammenhang mit der frühen Ulmer Schule diskutiert. Die Identifizierung mit einem in Ulmer Quellen nachweisbaren Meisters mit Namen "Lukas" wird heute aber in Frage gestellt. Auch die räumliche Nähe zum in derselben Kirche St. Maria Magdalena aufgestellten Altar von Hans Schüchlin aus Ulm besagt nichts im Blick auf Lukas Moser.

## Gliederung der spätgotischen Kunst in vier Generationen
Reinhard Wortmann unterscheidet insgesamt vier Generationen der Ulmer Kunst des 15. und 16. Jahrhunderts und benennt deren Hauptvertreter, vermeidet jedoch den Begriff "Ulmer Schule":
| Generation        | Hauptvertreter   | Geburtsjahr        | Beschreibung                                                                           |
| ----------------- | ---------------- | ------------------ | -------------------------------------------------------------------------------------- |
| Erste Generation  | Hans Multscher   | um 1400 geboren    | trägt zum Aufschwung der Ulmer Schule bei                                              |
| Zweite Generation | Michel Erhart    | um 1440/45 geboren | maßgeblich an der Chorausstattung des Ulmer Münsters und am Blaubeurer Altar beteiligt |
| Dritte Generation | Niklaus Weckmann | um 1455 geboren    | erfolgreiche Bildschnitzerwerkstatt, 600 Werke identifiziert und erhalten              |
| Vierte Generation | Daniel Mauch     | um 1477 geboren    | verlässt Ulm im Zuge der Reformation wieder.                                           |

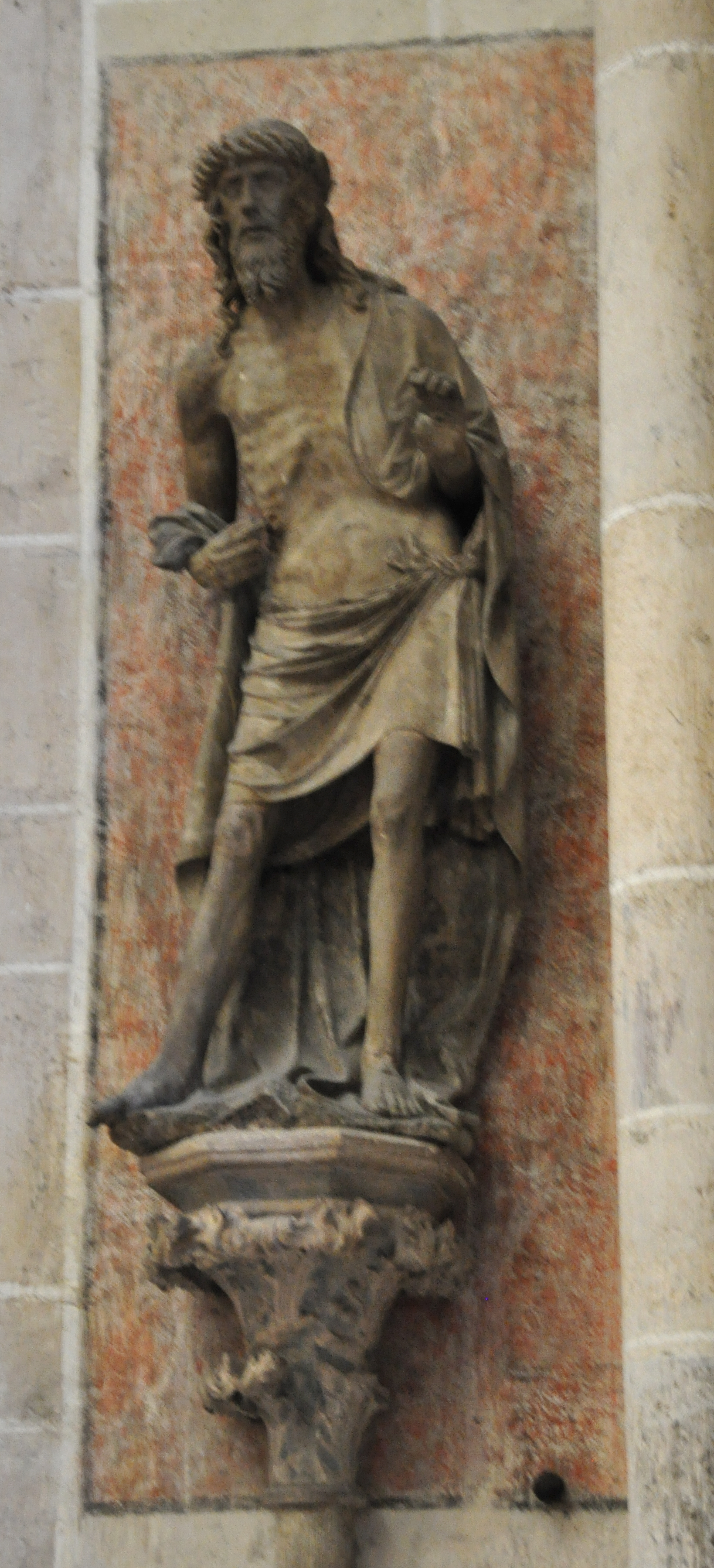
Der Schmerzensmann von Hans Multscher aus dem Jahre 1429. Das Original, das hier abgebildet ist, steht inzwischen im Innern des Ulmer Münsters.
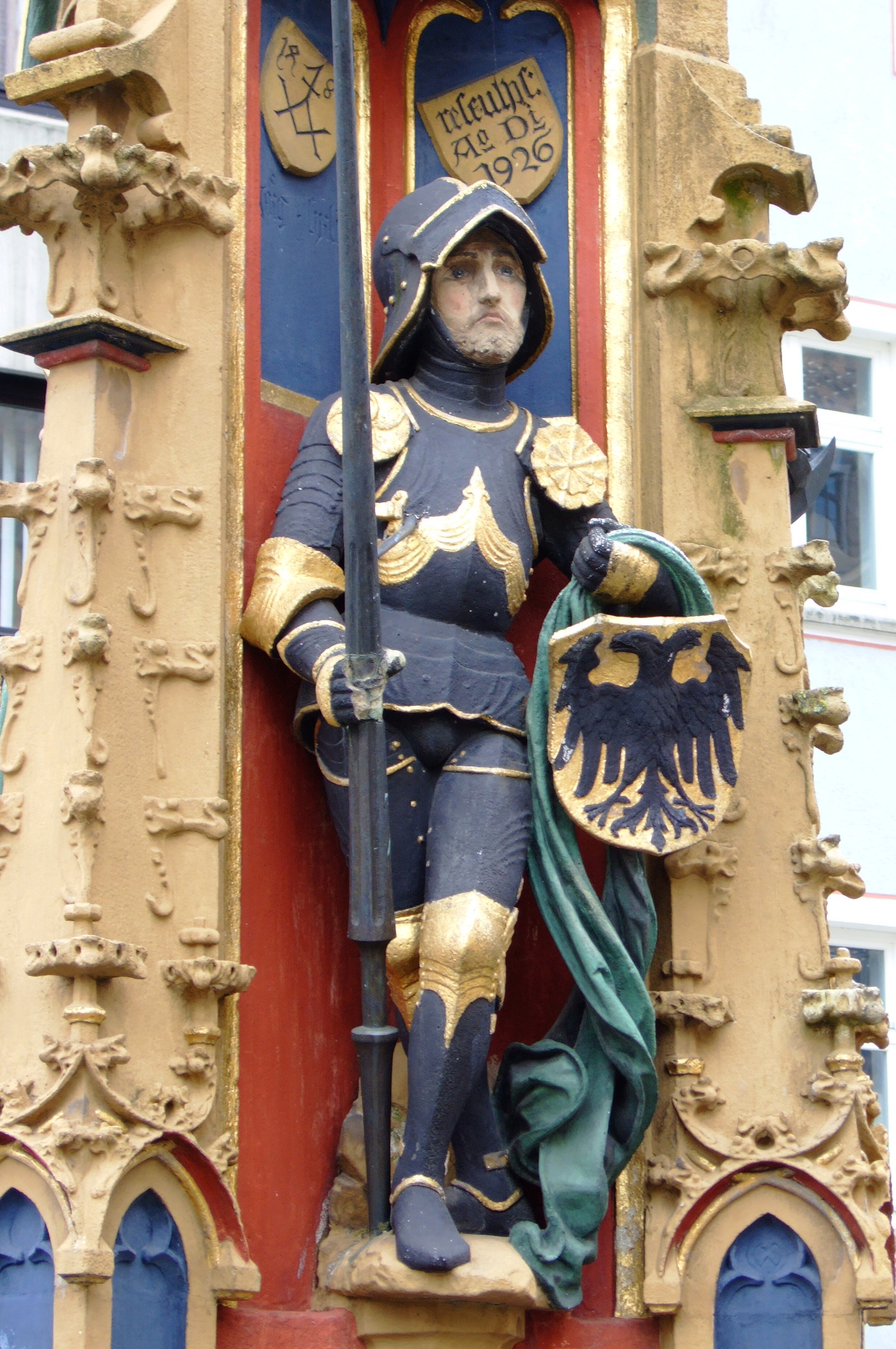
Ritter von Michael Erhart von 1482 am Fischkastenbrunnen.
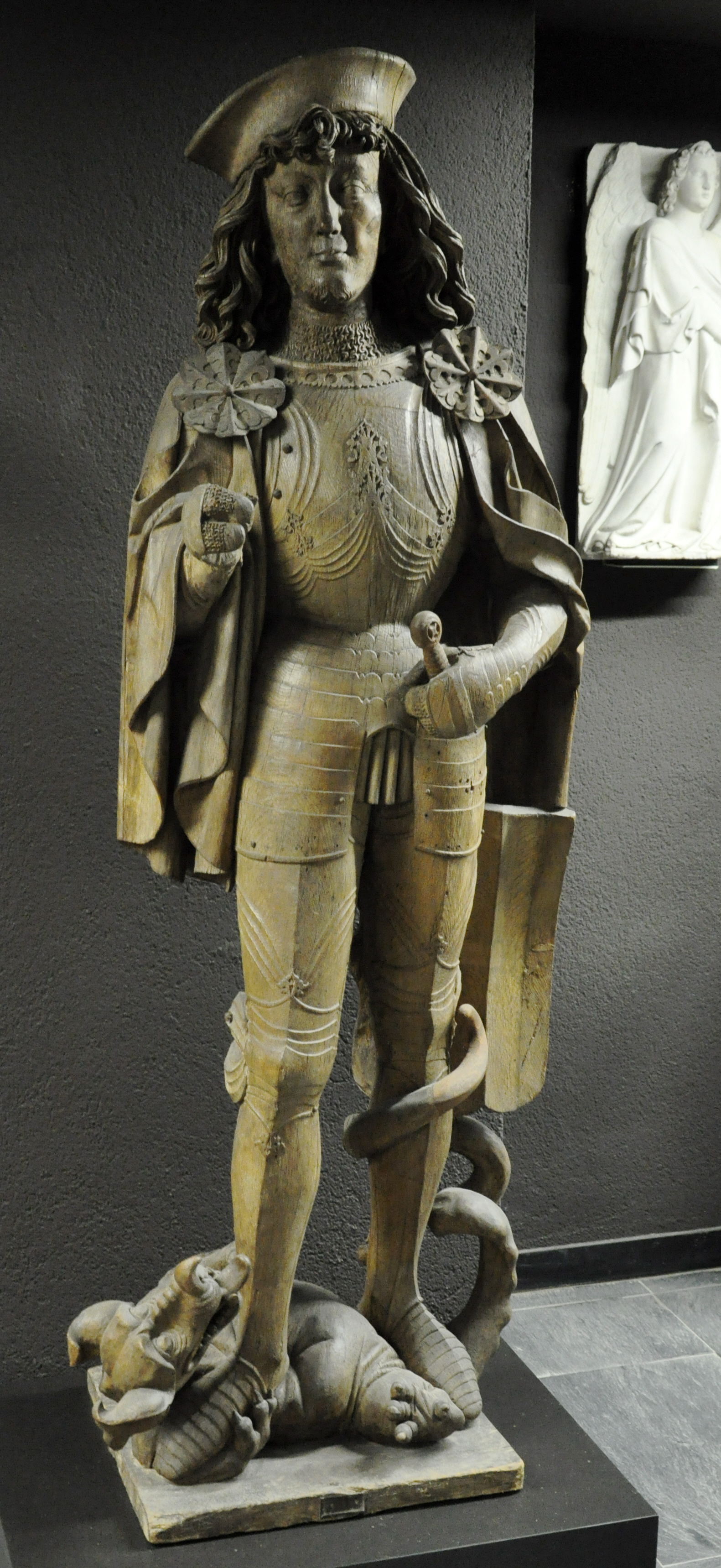
Heiliger Georg von Niklaus Weckmann (zwischen 1496 und 1499)
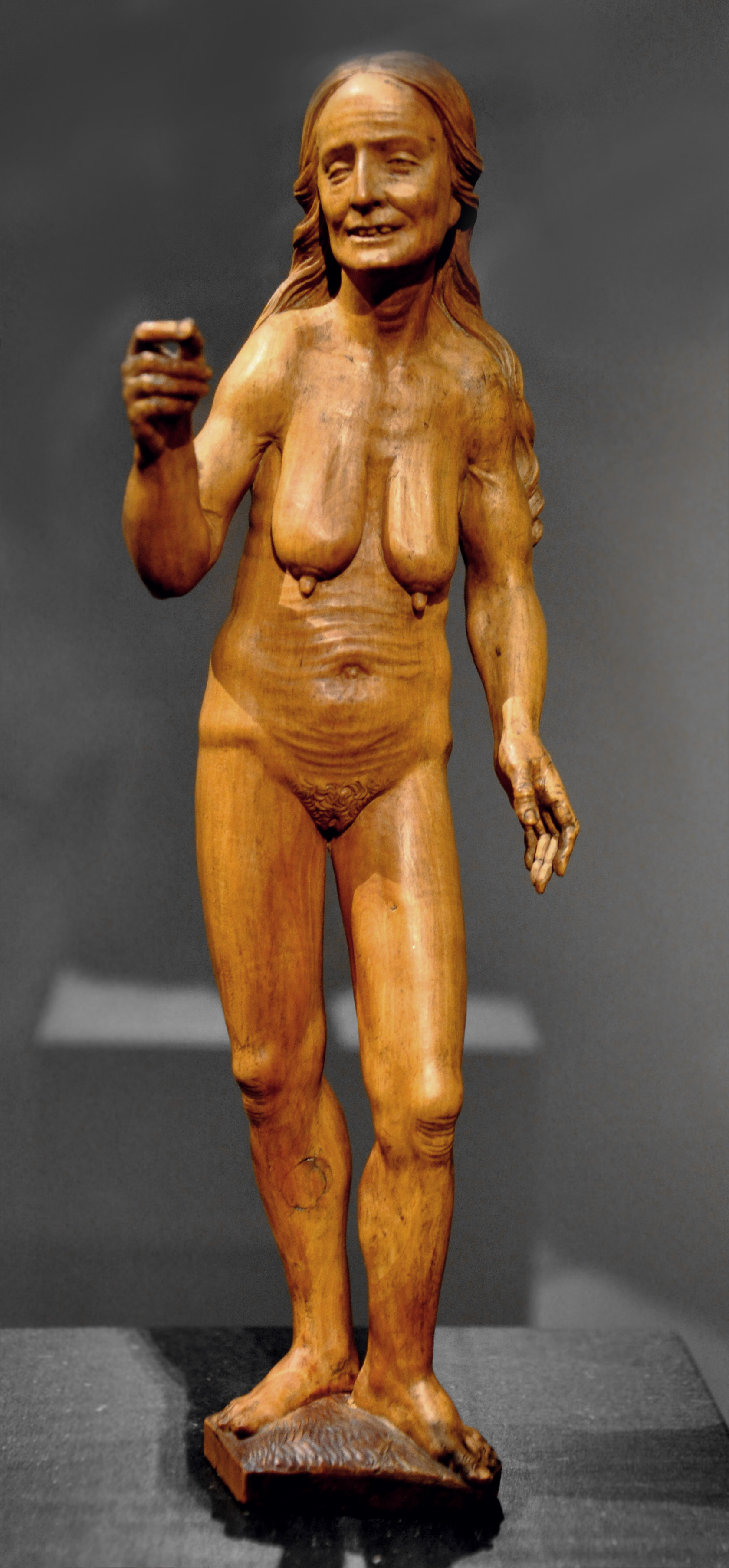
Die Nackte Alte von Daniel Mauch um 1520

## Chronologie wichtiger Werke der Ulmer Schule (Auswahl)
- 1432: Magdalenenaltar (Tiefenbronn) und Tiefenbronner Hauptaltar
- ab 1470: Chorgestühl des Ulmer Münsters
- um 1480: Ravensburger Schutzmantelmadonna
- ab 1493: Blaubeurener Altar
- ab 1503: Bingener Altar
- 1510: Bieselbacher Altar
- nach 1510: Frauensteiner Schutzmantelmadonna
- 1533: Tischplatte des Asymus Stedelin

## Zusammenhänge

### Kooperationen zwischen Künstlern

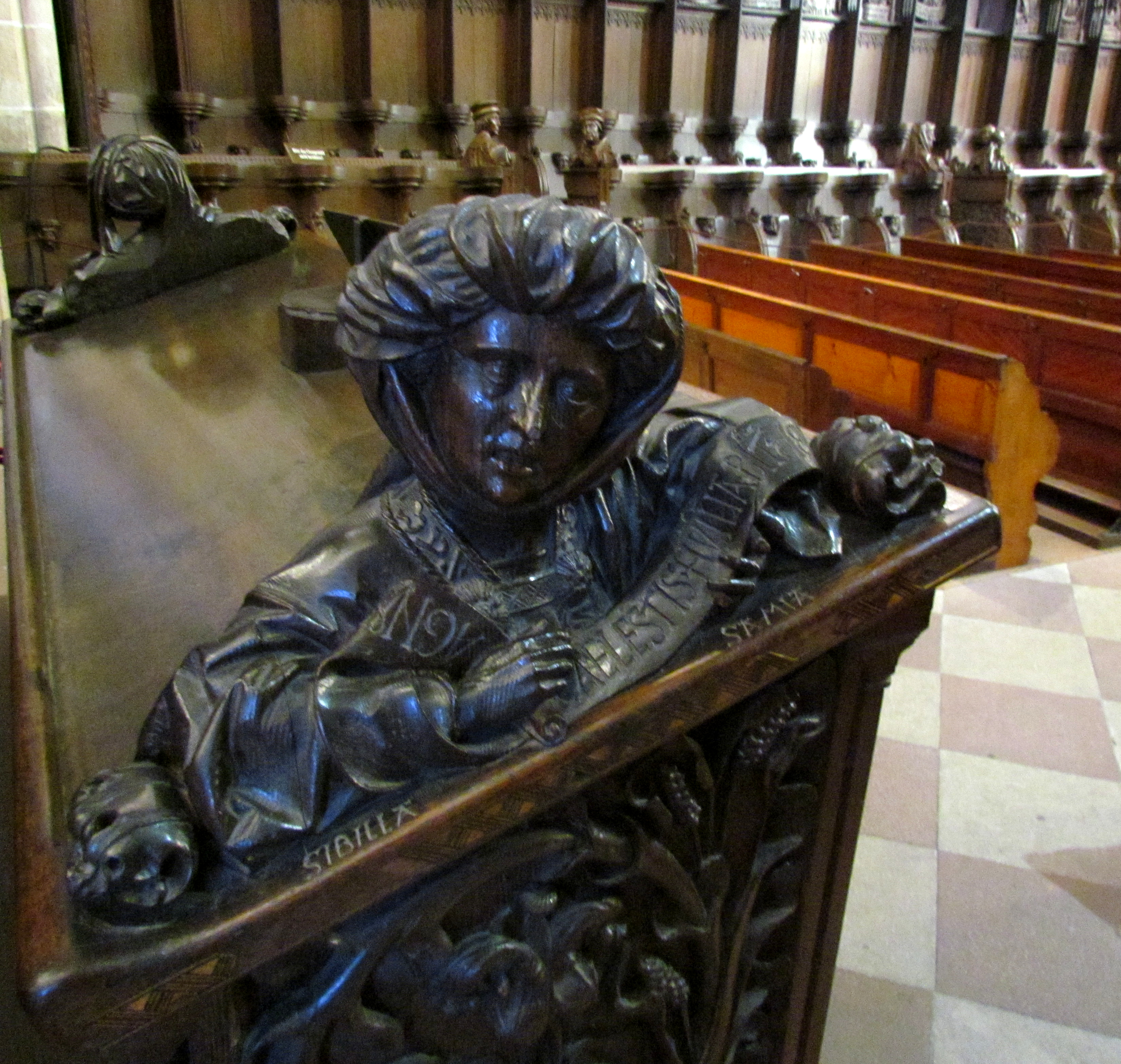
Eine Zusammenarbeit verschiedener Meister stand in Ulm nicht nur beim Erstellen des Blaubeurer Hochalters auf der Tagesordnung, sondern auch schon beim Erstellen des Chorgestühls im Ulmer Münster ab 1468.

Teilweise wirkten die Künstler bei der Fertigung großer Aufträge zusammen, wie beispielsweise beim Hochaltar der Klosterkirche Blaubeuren aus dem Jahr 1493. Hier sieht man Hans Holbein den Älteren an der Seite von Michael Erhart. Beim Chorgestühl des Ulmer Münsters arbeiten, wie man inzwischen rekonstruiert hat, Jörg Syrlin der Ältere und Michel Erhart mit weiteren Bildschnitzern zusammen.
Niklaus Weckmann tritt 1506 als Vormundschaftspfleger eines Kindes von Michel Erhart auf. Aus dieser Tatsache wird abgeleitet, dass die Atmosphäre unter den Ulmer Künstlern in dieser Zeit freundschaftlich war und man berufsbezogene Verwandtschaftsverhältnisse pflegte; alles deutet auf ein Klima des sich gegenseitigen Unterstützens.
Weckmann wiederum gilt als ein Subunternehmer von Jörg Syrlin. Während Syrlin als Schreiner die Kasten und Gesprenge eines Altars zimmerte und schnitzte, beauftragte er Weckmann und seine Werkstattmitarbeiter mit den Bildhauerarbeiten und mit der Fassung, sowie Ulmer Maler mit den Tafelbildern.
Es muss in jedem Fall davon ausgegangen werden, dass es sowohl den Künstler Niklaus Weckmann mit eigenem Personalstil als auch eine "Werkstatt Weckmann" gab, die sogar noch nach seinem Tod Weckmann-Kunstwerke mit der Meistersignatur produzierte. Diese verschiedenen „Hände“ an konkreten Kunstwerken auseinanderzuhalten, fällt schwer.

### Familiäre Bindungen
Auch lassen sich mannigfaltige familiäre Bindungen untereinander ausmachen; z. B. Hans Multscher und Heinrich Multscher wirkten als Brüder gemeinsam an großen Kunstprojekten. Hans Schüchlin ist der Vater von Daniel Schüchlin und Schwiegervater von Bartholomäus Zeitblom. Jörg Stocker ist Vater des Malers Anton Stocker und Schwiegervater von Daniel Mauch. Michael Erhart hatte die Künstlersöhne Gregor Erhart und Bernhard Erhart hervorgebracht. Die Schwester des Münsterbaumeisters Moritz Ensinger heiratete 1469 den Bildschnitzer Michael Erhart, war also die Mutter dieser Künstlersöhne.
Des Weiteren lassen sich reiche stilistische Abhängigkeiten beschreiben.
Soweit heute noch feststellbar, „scheint ein Großteil der Ulmer Künstler im eigenen sozialen Milieu geheiratet zu haben“.

### Die Rolle des Einzelkünstlers in der Ulmer Schule
Die Masse der Arbeiten lässt in Ulm zeitweise keine „Händescheidung“ mehr zu, was bedeutet, dass die „schöpferische Persönlichkeit“ eines Einzelkünstlers nicht im Mittelpunkt steht, sondern das Gemeinschaftswerk und das Zusammenwirken mehrerer Künstler in einem Betrieb. Sogar vom „Zusammenwirken mehrerer Werkstätten“ ist in Ulm auszugehen. Claudia Lichte spricht beim Blick auf die überaus rationelle Arbeitsweise z. B. bei Nikolaus Weckmann von einer „Bilderfabrik“.

### Ulmer Schule und der Buchdruck
Konrad Dinckmut, in Ulm zwischen 1476 und 1499, war einer der frühen Ulmer Buchdrucker, die bei der Verbreitung von Werken (vor allem Holzschnitten) der Ulmer Schule maßgeblich mitwirkten. Zu nennen ist hier unter anderem der Meister des Ulmer Terenz.

## Zunftmeister
Die Mitglieder der Bildhauer und Maler waren in Ulm in der Kramerzunft organisiert. Damit hatten sie über die Zünfte in der Stadtregierung auch einen gewissen politischen Einfluss.
- Hans Schüchlin war Zunftmeister von 1494 bis 1500.
- Niklaus Weckmann wird als Zwölfermeister 1499 bezeichnet
- Jörg Syrlin (der Jüngere) war von 1483 bis 1516 Zunftmeister der Schreiner

## Lukasgilde Ulm

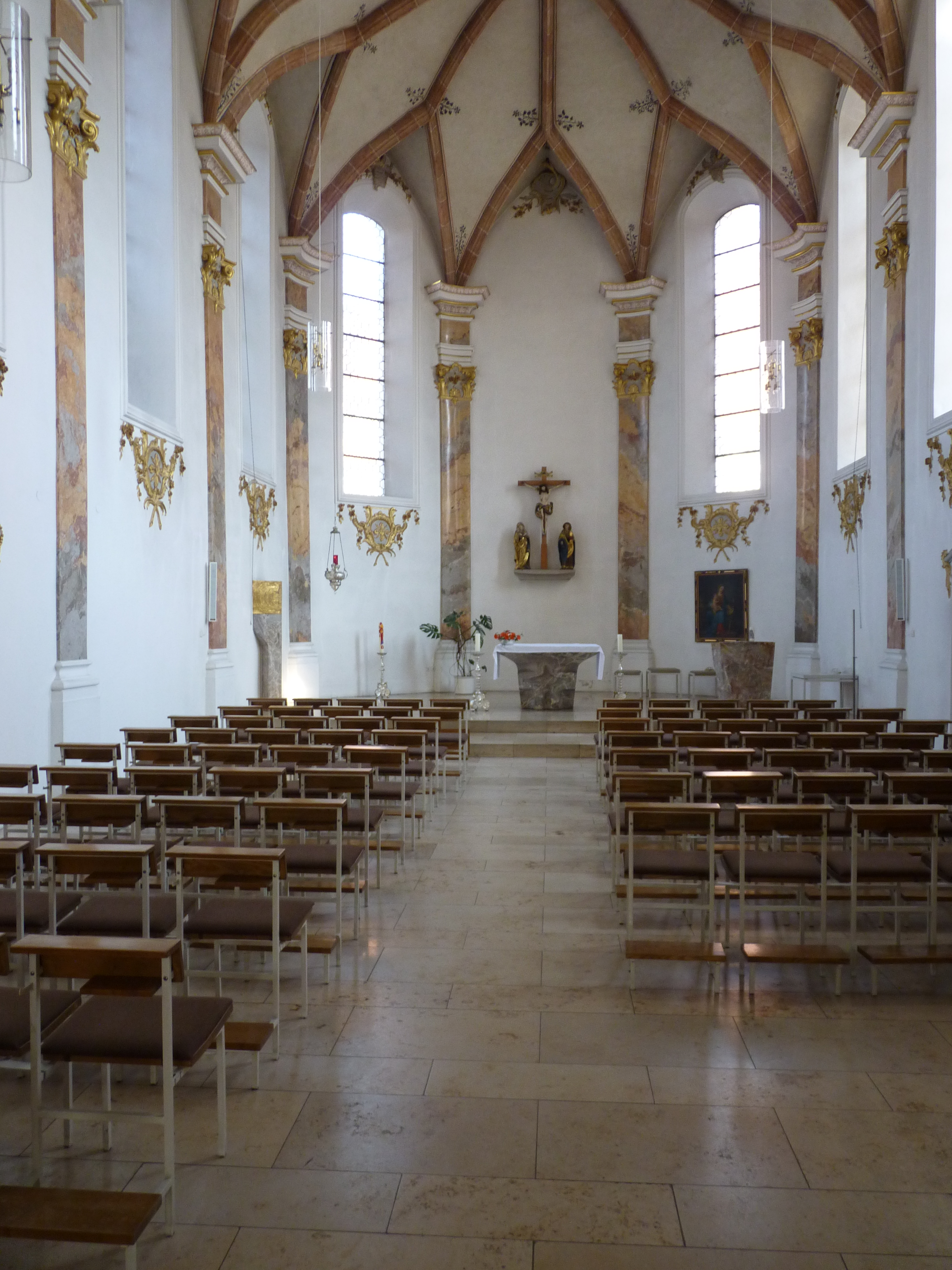
Nur noch spärliche Reste aus der Gotik sind heute in der – inzwischen barockisierten – Wengenkirche erhalten. Die Wengenkirche war im Spätmittelalter der Treffpunkt der Ulmer Künstler und damit ein spirituelles Zentrum der Mitglieder aus der Ulmer Schule.

Die Lukasgilde, auch St. Lukasbruderschaft, hatte ab 1473 in Ulm ihren Sitz in der Kirche St. Michael zu den Wengen. Als ein Vorsitzender dieser Bruderschaft ist Hans Schüchlin überliefert. Es scheinen „alle bekannten Künstler dieser Zeit Mitglieder“ gewesen zu sein. Genannt werden in erhaltenen Dokumenten des 15. Jahrhunderts auch Briefmaler, Glasmaler und Bildhauer. Verpflichtend für den Künstlerverbund war, „jährlich am ersten Sonntag nach dem St. Lukastag (18. Oktober) eine feierliche Seelmesse zu feiern“. Dazu fielen Gebühren aus der Bruderschaftskasse gegenüber dem Wengenprobst und seinem Konvent an. 1499 fungierten Bartholomäus Zeitblom und Peter Lidenforst als Büchsenmeister, als Kassenverwalter.
Aber auch „ein ausgeprägter Erinnerungs- und Totenkult dieser Berufsgruppe“ lässt sich beobachten. Beim Tod eines Mitglieds war die Lukasgilde für eine „feierliche Seelmesse“ mit Gesang zuständig. Auch hierfür waren wieder Gebühren fällig.
Ob die nach der Bombennacht 1944 übriggebliebenen Kunstwerke dort tatsächlich auf die Lukasgilde und auf einen Lukasaltar für Maler und Bildhauer noch zurückzuführen sind, ist unsicher.

## Geschichte der Zerstörung
Dem langen Entwicklungsweg der Ulmer Schule und der Ulmer Kunst korrespondiert ein tragischer Weg der Zerstörung. Barbara Maier-Lörcher nennt vier Stufen:

### Reformatorischer Bildersturm
Vor allem das Ulmer Münster war am Vorabend der Reformation eine mit Kunstwerken der Ulmer Schule reich ausgestattete Kirche. Der Hauptaltar und 50 bis 60 Nebenaltäre füllten den Innenraum. „Mit Vehemenz fegte der Bildersturm am 19. Juni 1531 durch das Münster und zerstörte einen großen Teil des Inventars“. Manche Altäre und Einzelbildwerke konnten zwar vor dem damals so genannten Götzentag gerettet werden, „wurden allerdings weit ins Ulmer Umfeld versprengt“.

### Barockisierung
Ein zweites Mal wurde gut hundert Jahre später der Bestand an Werken der spätgotischen Ulmer Schule weiter empfindlich dezimiert; jetzt durch die Bauherren des Barock, „die leichten Herzens die altväterlichen Überbleibsel aus ihren lichten Hallen verbannten“.

### Säkularisierung
Die Säkularisierung führte letztendlich dazu, dass „der Bedarf an anbetungswürdigen Gegenständen vollends sank und Altäre und Heilige fast nichts mehr wert waren“. Die Kunst der Ulmer Schule wurde „erneut entrümpelt, zerlegt und zu Brennholz zersägt“. Vor allem die Kirchen waren jetzt „weitgehend ausgeplündert“.

### Zweiter Weltkrieg
Nach all den genannten zerstörerischen Machenschaften ist in der Schlussphase des Zweiten Weltkrieges dann noch so manches in Ulm erhalten Gebliebene vollends zerstört worden. Die massive Kriegszerstörung durch die Luftangriffe auf Ulm am 17. Dezember 1944 betraf freilich auch die Kirchen.
Das Ulmer Museum hat zwar das Inferno des Weltkrieges „inmitten der vernichteten Innenstadt fast als einziges Gebäude ... überstanden“. Aber zum einen waren die Bergungsorte, an denen die Bestände evakuiert worden waren, „durch nicht sachgemäße Lagerung“ von „Feuchtigkeit, Kälte und Hitze“ geschädigt worden. „An einem Bergungsort, in Reutti bei Neu-Ulm, ist es durch die amerikanischen Besatzungstruppen zu Plünderungen gekommen.“

### Weitere erschwerende Faktoren
Noch ein fünfter erschwerender Faktor ist in diesem Zusammenhang zu nennen. Bedauernd stellte 1981 der Direktor des Ulmer Museum, Erwin Treu, in seiner Geschichte des Ulmer Museums fest, dass Ulm bis ins 19. Jahrhundert hinein keine Institution besaß, „die ein systematisches Sammeln künstlerischer oder kunstgeschichtlicher Gegenstände hätte erkennen lassen.“

## Bewertungen
Hans Koepf stellte 1963 fest, dass die Ulmer Schule „insgesamt eine erstaunliche Leistung“ sei, „wie sie kaum eine zweite Stadt in Deutschland aufzuweisen hat“. Zu bedenken ist dabei, dass „keine zweite Stadt in Deutschland durch den Bildersturm so verheerende Einbußen erlitt wie gerade Ulm“.
Reinhard Wortmann meinte 1993, in der Ulmer Kunst sei eine „Tendenz zum Gigantischen als Ausdruck von Macht und Reichtum“ zu verspüren. Eine Folge davon sei, „dass nicht in allen Stücken die künstlerische Qualität mithalten konnte“.
Man weiß inzwischen von 600 erhaltenen Bildwerken aus der Hand von Niklaus Weckmann; eine unbekannte Zahl ging verloren, einige werden in schriftlichen Dokumenten erwähnt. Die wissenschaftlichen Betreuer der Stuttgarter Ausstellung gehen im Katalog davon aus, dass nur zehn Prozent der mittelalterlichen Kunstwerke erhalten sind, Weckmanns Werkstatt mithin 6.000 produziert habe. Das bedeutet, dass allein diese Werkstatt jährlich wenigstens 70 Arbeiten geschaffen hat.

## Siehe auch

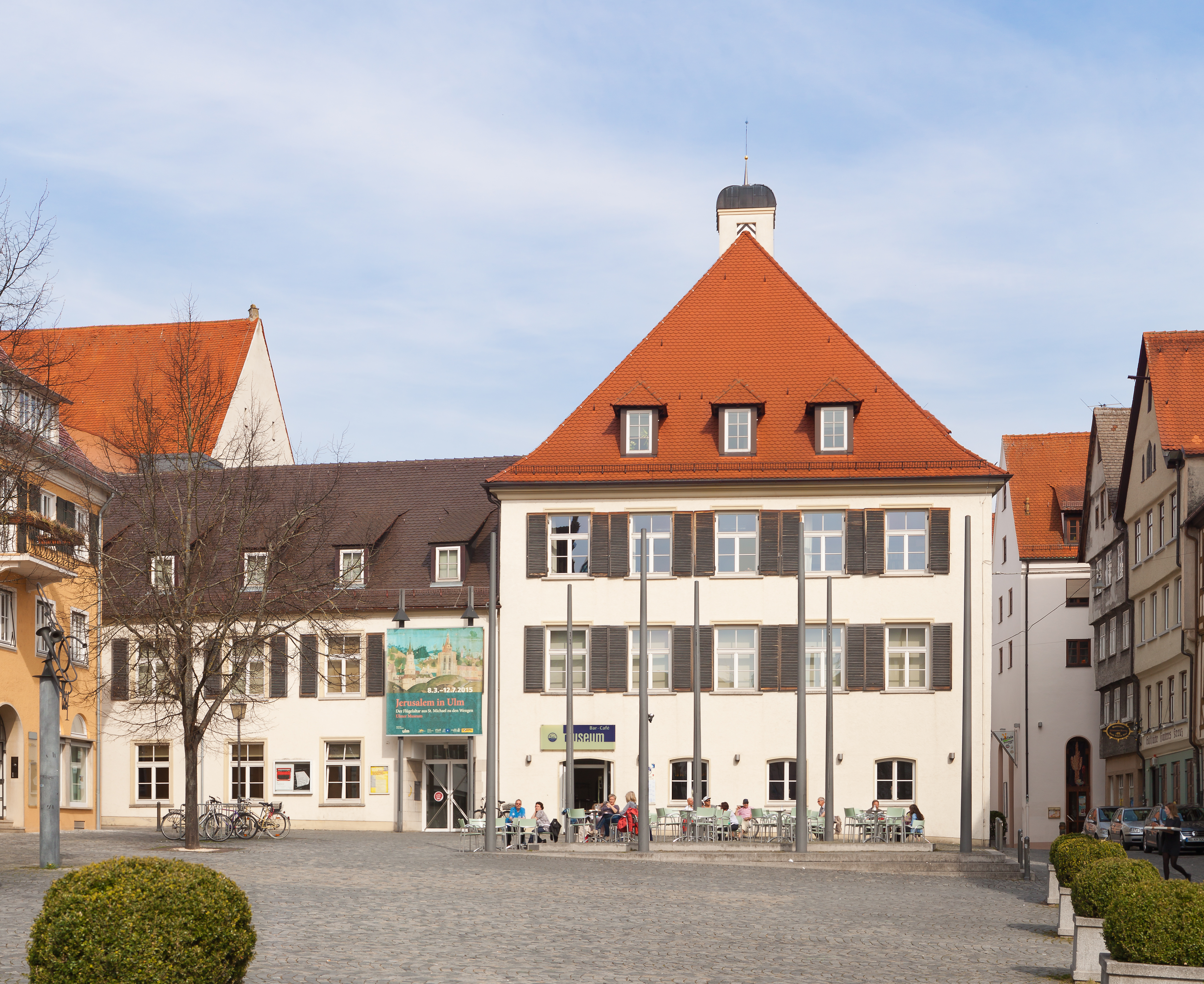
Das Ulmer Museum ist die erste Adresse, wenn es um die wissenschaftliche Aufarbeitung der Ulmer Schule und um die Vorbereitung und Durchführung von Sonderausstellungen geht. Zudem wird dort ein großer Teil der Ulmer Werke aus der Gotik und Renaissance öffentlich präsentiert.

### Erste Darstellungen
- Julius Baum: Ulmer Kunst. Stuttgart/ Leipzig 1911.
- Julius Baum: Führer durch das Museum der Stadt Ulm. (= Ulmer Schriften zur Kunstgeschichte. Band 7). Ulm 1930.
- Gertrud Otto: Die Ulmer Plastik des frühen 15. Jahrhunderts. Tübingen 1924.
- Gertrud Otto: Die Ulmer Plastik der Spätgotik. Reutlingen 1927.

### 2. Hälfte 20. Jahrhundert
- Hans Koepf: Das große Jahrhundert der Ulmer Malerei. In: Schwäbische Kunstgeschichte. Band 3, Jan Thorbecke Verlag, Konstanz 1963, S. 35–40.
- Kataloge des Ulmer Museums. Katalog I, (Katalogbearbeitung: Gerald Jasbar und Erwin Treu). Ulm 1981.
- Barbara Schäuffelen, Joachim Feist: Ulm – Porträt einer Stadtlandschaft. Konrad Theiss Verlag, Stuttgart 1987, ISBN 3-8062-0484-5, S. 171.
- Heinz Koppenhöfer: Altäre Ulmer Meister. Kleinode in Dorfkirchen der Schwäbischen Alb. Metzingen 1993, ISBN 3-87785-020-0.
- Gerhard Weiland: Die Ulmer Künstler und ihr Zunft. In: Württembergisches Landesmuseum (Hrsg.): Meisterwerke massenhaft. Die Bildhauerwerkstatt des Niklaus Weckmann und die Malerei in Ulm um 1500. Stuttgart 1993, ISBN 3-929055-25-2, S. 369–388.
- Reinhard Wortmann: Ulm als Kunstmetropole Schwabens. Ulmer Kunst – Kunst in Ulm. In: Württembergisches Landesmuseum (Hrsg.): Meisterwerke massenhaft. Die Bildhauerwerkstatt des Niklaus Weckmann und die Malerei in Ulm um 1500. 1993, ISBN 3-929055-25-2, S. 29–46.
- Barbara Maier-Lörcher: Ulmer Kunst um Ulm herum. Spätgotische Altäre und Einzelbildwerke aus 50 Kirchen. Ulm 1996.
- Erhard John: Die Glasmalereien im Ulmer Münster. Langenau 1999, ISBN 3-88360-067-9.
- David Gropp: Das Ulmer Chorgestühl und Jörg Syrlin der Ältere. Untersuchungen zu Architektur und Bildwerk (= Neue Forschungen zur deutschen Kunst Bd. 4). Berlin 1999.

### 21. Jahrhundert
- Franz Härle: Das Chorgestühl im Ulmer Münster. Langenau 2000, ISBN 3-88360-115-2.
- Michel Erhart und Jörg Syrlin d.Ä. Spätgotik in Ulm. Katalog der Ausstellung im Ulmer Museum. Ulm 2002.
- Barbara Maier-Lörcher: Meisterwerke Ulmer Kunst. Ostfildern 2004, ISBN 3-7995-8004-2.
- Wolfgang Lipp: Begleiter durch das Ulmer Münster. Langenau 2005, ISBN 3-88360-011-3, S. ?.